# Fátimai titkok
A fatimai titkokat a Szűzanya tárta fel a harmadik fátimai jelenés során, 1917. július 13-án, három pásztorgyereknek a portugáliai Fátima kisváros közelében.
Az összesen három titok jövendölés, amelyekből kettőt Lucia 1941-ben kiadott, amikor a Vatikán két, korábban meghalt látnoktársának a szentté avatási perét folytatta. A harmadik prófécia titokban maradt, és csak 2000-ben hozták nyilvánosságra.

## Az első fatimai titok
A Pokol Látomása:
"Szűzanya egy hatalmas tűztengert mutatott, ami a föld alatt látszott. Emberi formájú démonok és lelkek voltak alámerülve, mint égő, átlátszó széndarabok, mind megfeketedett vagy bronz színben ragyogott, a tűzvészben lebegtek, majd az égbe emelkedtek a lángok segítségével, amelyek belőlük indultak füstfelhőket okádva, majd körülvéve minket súlytalanul, fájdalmas és kétségbeesett sikolyok és nyögések közepette visszahulltak. Nagyon megrémültünk, reszkettünk a félelemtől. A démonokat meg lehetett különböztetni, ijesztő és visszataszító hasonlóságukról a félelmetes és ismeretlen állatokhoz, mind fekete és átlátszó. A látomás hosszúnak tűnt, de pillanatnyi volt. Hogyan hálálhatnánk meg szeretett mennyei Anyánknak, aki első Megjelenésének útmutatásaival felkészített minket a Mennybe utazásra. Úgy gondolom, máskülönben meghaltunk volna a félelemtől és rettegéstől."
A L'Osservatore Romano 2000. június 30-i, heti kiadásának szövegéből, Dr. Diós István által készített fordítás:
A fatimai „titok” első része, ahogyan azt Lúcia nővér 1941. augusztus 31-én a leiriai Püspöknek „Harmadik emlékezés” címmel leírta.
A „titok” három különböző részből áll, melyekből kettőt most föltárok. Az első a pokol látomása volt.
A Szűzanya egy hatalmas tűztengert mutatott, melyről úgy tűnt, a föld alatt van. A tűzben elmerült ördögöket és lelkeket úgy láttuk, mintha átlátszó fekete vagy barna izzó szénparázs lettek volna emberi alakban, s hányódtak a lángok között, melyek mint hullámok vitték őket. Magukból az ördögökből és lelkekből is lángok, füstfelhő és szikrák csaptak ki. Minden irányba hullottak, mint a szikrák hatalmas tűzvészben: súlytalanul és egyensúlyt vesztve. Közben reszketve jajgattak iszonyatukban és félelmükben, s kétségbeesetten kiáltoztak fájdalmukban. Az ördögök szörnyű és fölismerhetetlen állatok iszonyatos és visszataszító formájában mutatkoztak, átlátszóak voltak és feketék.
Ez a látomás csak egy pillanatig tartott. És hála a mi jóságos Mennyei Anyánknak, aki korábban (az első jelenéskor) megígérte nekünk, hogy az Égbe visz, különben azt hiszem, meghaltunk volna az iszonyattól és a félelemtől.

## A második fatimai titok
A második titok az az állítás, hogy az I. világháború befejeződik és megjósolja a II. világháború eljövetelét, ha Istent továbbra is megsértjük. A második rész kéri Oroszország felajánlását a Tiszta Szívnek:
Láttad a Poklot, ahová a szegény, bűnösök lelkei kerülnek. Isten meg akarja alapítani a földön Szeplőtelen Szívem tiszteletét, hogy megmentse őket. Ha megteszik, amit nektek mondok, sok lélek meg fog menekülni és béke lesz. A háború a végéhez közeledik, de ha az emberek nem hagyják abba Isten megbántását, egy rosszabb fog kitörni XI. Pius pápa méltósága alatt. Ha egy éjjel ismeretlen fényt láttok majd, tudjátok, hogy ez az a nagy jel Istentől, hogy közeledik a világ megbüntetése a sok gonoszságáért, háborúval, éhínséggel, az Egyház és a Szentatya üldözésével. Ennek megakadályozására jönni fogok és kérni fogom Oroszország felajánlását Szeplőtelen Szívemnek és az elsőszombati engesztelő szentáldozást. Ha kérésemet teljesítik, Oroszország meg fog térni, és béke lesz; ha nem, elterjeszti tévtanait a világban, háborúkat és az Egyház üldözését okozva. A jókat fel fogják áldozni; a Szentatya sokat fog szenvedni; nemzetek fognak elpusztulni. Végül Szeplőtelen Szívem győzedelmeskedni fog. A Szentatya felajánlja nekem Oroszországot, s az megtér és a béke időszaka fog újra a világra köszönteni.
Ennek a titoknak a polémiája csak másodrendű az állítólagos végső fatimai titokban, ami látszólag megjósolja a mindent elsöprő 2. világháborút, a radikális, kegyetlen és szélsőségesen vallásellenes Szovjetuniót. A háborúkat és a meghatározott közvetlen szembesítést, amelyek a nyugati demokráciák és a szovjet blokk között jött létre. Néhány kritikus megjegyezte, hogy a "Jövendölés"-t nem hozták nyilvánosságra egészen 1941 augusztusáig, miután a 2. világháború már elkezdődött. Azonban néhány támogató 1941-ben megjegyezte egy megfigyelőnek, hogy elkerülhetetlennek tűnt, hogy a Szovjetunió térdreborulna a náci Németország előtt és nem élné meg Közép- és Kelet-Európa feletti uralmát, mint ahogy tette.
A L'Osservatore Romano 2000. június 30-i, heti kiadásának szövegéből, Dr. Diós István által készített fordítás:
A fatimai „titok” második része, ahogyan azt Lúcia nővér 1941. augusztus 31-én a leiriai Püspöknek „Harmadik emlékezés” címmel leírta.
Akkor tekintetünket a Szűzanyára emeltük, aki jósággal és szomorúsággal telve ezeket mondta:
„Láttátok a poklot, ahova a szegény bűnösök lelkei zuhantak. Megmentésükre akarja megalapítani Isten a világban az én Szeplőtelen Szívem tiszteletét. Ha megteszik, amit mondok nektek, sok lélek megmenekül és békéjük lesz. A háború a vége felé jár; de ha nem hagyják abba Isten bántását, XI. Pius pápasága alatt egy másik, még rosszabb háború fog kezdődni. Amikor egy éjszaka majd látjátok, hogy ismeretlen fény támad, tudjátok meg, hogy ez a nagy jel, amit Isten ad nektek arra, hogy megbüntetni készül a világot bűneiért a háború, az éhínség, s az Egyház és a Szentatya ellen irányuló üldözések által. Ennek megakadályozására kérem, ajánlják föl Oroszországot az én Szeplőtelen Szívemnek, s vezessék be az engesztelő szentáldozást elsőszombatonként. Ha teljesítik kéréseimet, Oroszország meg fog térni és békéjük lesz; ha nem, tévedéseit a világra fogja szórni háborúk gerjesztésével és az Egyház üldözésével. A jók vértanúk lesznek, a Szentatyának sokat kell szenvednie, nemzetek fognak elpusztulni. Végül az én Szeplőtelen Szívem győzni fog. A Szentatya föl fogja ajánlani nekem Oroszországot, mely meg fog térni, és a világ egy békés korszakot kap ajándékul.”
Megjegyzés: Mária 1929-ben kérte Oroszország felajánlását, de erre csak végzetesen későn, 1942-ben került sor. A Szűzanya által kért felajánlást II. János Pál pápa a világ püspökeivel együtt 1984-ben megismételte. Lúcia szerint a Szent Szűz ez utóbbit fogadta el.

## A harmadik fatimai titok
A L'Osservatore Romano 2000. június 30-i, heti kiadásának szövegéből, Dr. Diós István által készített fordítás:
A látnok Lúcia nővér levele:
"J. M. J.
Az 1917. július 13-án, a fatimai Béke-völgyben kinyilatkoztatott titok harmadik része:
Az én Istenem iránti engedelmességből – aki Őexcellenciája, a Főtisztelendő leiriai Püspök úr, valamint Ön és az én szentséges Anyám által adott erre parancsot nekem – írok Önnek.
A két, már korábban elmondott rész után Miasszonyunk bal oldalán, egy kicsit magasabban láttunk egy angyalt, bal kezében lángpallossal; szikrázva lángokat bocsátott ki magából, mintha föl akarná gyújtani a világot; de a lángok kialudtak, amikor találkoztak a Miasszonyunk felénk nyújtott jobbjából áradó sugárzással. Az Angyal jobb kezével a Földre mutatva hangos szóval mondta: 'Bűnbánat, bűnbánat, bűnbánat!'
Egy igen nagy fényességben, ami Isten, láttunk 'valami olyasmit, mintha tükör előtt vonultak volna emberek', láttunk egy fehérbe öltözött püspököt  'akiről úgy gondoltuk, ő a Szentatya'. Sok más püspök, pap, szerzetes és szerzetesnő ment föl egy meredek hegyre, melynek csúcsán nagy kereszt állt fatörzsekből, mintha hántolatlan paratölgy lett volna; a Szentatya, mielőtt odaért, egy félig lerombolt, félig düledező városon ment keresztül botladozó léptekkel, fájdalommal és aggodalommal telve imádkozott az út mentén heverő holtak lelkéért; fölérve a hegy tetejére, térdre borult a nagy kereszt lábánál, és egy csoport katona lőfegyverekkel és nyíllal tüzelve rá, megölte őt. Ugyanígy haltak meg egymás után csoportokban a püspökök, papok, szerzetesek és szerzetesnők, különféle világi emberek, különböző társadalmi osztályokból és állásokból való férfiak és nők.
A kereszt két szára alatt két angyal állt, mindegyiknél kristály öntözőkanna, melybe összegyűjtötték a vértanúk vérét, s öntözték vele az Istenhez közeledő lelkeket.
Kelt Tuyban, 1944. március 1."

## A titkok története, történeti körülményei és értelmezése
- A három gyermek látnok közül Francisco és Jácinta nagyon fiatalon meghaltak, Lúcia 1921-ben belépett a Dorottya-rendbe, és néhány évet Spanyolországban élt, Vilarban illetve Tuy-ban. A Szűzanya ott is többször megjelent neki.
- 1927-ben írta le először Lúcia nővér a Szűztől 1917. július 13-án kapott három titkot, amit gyóntatója elégettetett vele. Készült egy második elbeszélés is a harmadik titok nélkül. Lúcia nővér megmagyarázta Leiria-Fatima püspökének, hogy ezt még nem hozhatja nyilvánosságra.
- XI. Piusz pápa és utóda, XII. Piusz pápa is foglalkoztak a fatimai jelenésekkel. XII. Piusz pápát épp 1917. május 13-án, az első fatimai jelenés napján szentelték püspökké, emiatt intenzívebb volt az érdeklődése.
- 1941. augusztus 31-én Lúcia nővér a pápa kérésére átadta Leiria-Fatima püspökének új leírását "Harmadik emlékezés" címmel, de ebben is csak az első két "titkot" fedi fel.[2]
- 1941. december 8-án Lúcia nővér egy negyedik emlékezést is lejegyzett, melyben a két titokhoz fűzött néhány megjegyzést.
- 1942. december 8-án a Szűz kérésére XII. Piusz pápa felajánlotta Oroszországot Mária Szeplőtelen Szívének.
- 1943-ban Lúcia nővér súlyosan megbetegedett.
- 1944 januárjában José Alves Correia de Silva, Leiria-Fatima püspöke felszólította a Tuyban szolgáló Lúcia nővért, hogy írja le a titok harmadik részét, mert attól féltek, hogy meghal. Eközben Valladolid érseke, aki akkor a tuyi egyházmegyét vezette, azt mondta, hogy ne tegye. Ebben a bizonytalan helyzetben ismét megjelent a Szent Szűz Lúcia nővérnek és megkérte, hogy írja le a harmadik titkot.
- 1944. január 3-án Lúcia nővér eleget tett a kérésnek, a levelet március 1-jével keltezte.[5] Ez lett az egyetlen kézirat, amit két borítékba helyeztek. A külső borítékra Lúcia nővér ráírta, hogy csak 1960 után bonthatja föl a lisszaboni pátriárka vagy a leiria-fatimai püspök. Ezután lepecsételt borítékban átadta Leiria-Fatima püspökének megőrzésre, aki elküldte a lisszaboni pátriárkának.
- 1946-ban Lúcia nővér Fatimába látogatott.
- 1948-ban Lúcia nővér belépett a szigorúbb szabályzatú sarutlan Karmelita Rendbe, és a coimbrai Szent Teréz kolostorba vonult.
- 1957. április 4-én Lúcia nővér kérésére a leiria-fatimai püspök átadta az írást a Vatikánban található Szent Officiumnak megőrzésre, amit Alfredo Ottaviani bíboros elhelyezett a Titkos Levéltárban.
- 1959. augusztus 17-én Alfredo Ottaviani bíboros beleegyezésével Pierre Paul Philippe OP atya elvitte az 1958-ban megválasztott XXIII. János pápához a borítékot. XXIII. János pápa a levelet elolvasva, "kis habozás után" ezt mondta: "Várunk. Imádkozni fogok. Majd megmondom, mit döntöttem." Később úgy határozott, hogy a borítékot visszaküldi a Szent Offíciumnak, s nem fedi föl annak tartalmát.
- 1965. március 27-én az 1963-ban megválasztott VI. Pál pápa Angelo Dell'Acqua helyettes államtitkárral együtt elolvasta és visszaküldte a borítékot a Szent Offícium levéltárába, azzal az utasítással, hogy a szöveget nem szabad nyilvánosságra hozni.
- 1967. május 13-án VI. Pál pápa egy napra elzarándokolt Fatimába, ahol megáldoztatta a coimbrai Szent Teréz karmelita kolostorból odahívott Lúcia nővért.
- 1978. október 16-án VI. Pál és I. János Pál pápa halála után II. János Pál néven Karol Wojtyła lett a pápa.
- 1981. május 13-án a Szent Péter téren merényletet követtek el II. János Pál pápa ellen. Kórházi lábadozása alatt magához kérette a harmadik titkot tartalmazó borítékot. A pápa titkára, Dziwisz kérte, hogy hozzák el a pápának a kórházba a titkot tartalmazó borítékot. Franjo Šeper bíboros, a Hittani Kongregáció prefektusa két borítékot adott át a helyettes államtitkárnak, Eduardo Martinez Somalónak, aki elvitte azokat a kórházba: egy fehér borítékot Lúcia nővér eredeti, portugál nyelvű levelével, és egy narancsszínű borítékot, ami az olasz nyelvű fordítást tartalmazta. A levelet elolvasva a pápa magára ismert a "fehérbe öltözött püspök" alakjában. A pápa számára a fatimai jelenések első napja és a merénylet napja (május 13.) közötti egybeesés alapján a következő vált világossá: "Nem tudom, ki adta a fegyvert a gyilkos kezébe, de azt tudom, hogy ki térítette el a golyót...", egy "láthatatlan kéz", "egy anyai kéz irányította a golyó pályáját", vagyis a Fatimai Szűzanya térítette el a merénylő golyóját.
- 1981-ben Lúcia nővér harmadszor is Fatimában járt.
- 1981. június 7-én, Pünkösd ünnepén, a konstaninápolyi zsinat 1600. és az efezusi zsinat 1550. évfordulója alkalmából a Santa Maria Maggiore-bazilikában a pápa a világot Mária Szeplőtelen Szívének szentelte.
- 1981. augusztus 11-én Eduardo Martinez Somalo a két borítékot visszajuttatta a Szent Offícium Levéltárának.
- 1982. május 12-én Lúcia nővér levelet írt a pápának, mely tartalmazta a harmadik titokkal kapcsolatos magyarázatát.
- 1982. május 13-án a pápa több mint egymillió zarándok jelenlétében hálaadó szentmisét mutatott be Fatimában és Oroszország megtéréséért imádkozott.
- 1984-ben a pápa kérésére a testéből kioperált egyik golyót elhelyezték a fatimai Jelenési kápolna mellett álló Mária-szobor koronájába.
- 1984. március 25-én, a Megváltás Szent Évében, a pápa lélekben a világ összes, előzőleg "összehívott" püspökével együtt Mária Szeplőtelen Szívének ajánlotta mind az embereket, mind a népeket, az 1981-ben tett fölajánlás szavaival. Lúcia nővér személyesen megerősítette, hogy ez az egyetemes és ünnepélyes fölajánlás megfelelt a Szűzanya kívánságának. 1989. november 8-án így írt erről: "Igen, 1984. március 25-én megtörtént az, amit Miasszonyunk kért."[6]
- 1991. május 13-án, második fatimai zarándoklatán, a kommunizmus bukása után, a pápa köszönetet mond Máriának, hogy elvezette a népeket a szabadságra.
- Az ezredfordulón II. János Pál pápa és Joseph Ratzinger bíboros, a Hittani Kongregáció prefektusa a harmadik titok közzétételét tervezve megkérték Tarcisio Bertone bíborost, a Hittani Kongregáció titkárát, menjen el Lúciá nővérhez és győződjön meg a leírt harmadik titok hitelességéről.
- 2000. április 19-ei keltezéssel II. János Pál pápa sajátkezűleg egy levelet írt Lúcia nővérnek, melyben arra kéri, hogy fogadja küldöttségét és őszintén válaszoljon kérdéseikre.[7]
- 2000. április 27-én, a coimbrai Szent Teréz karmelita kolostorban találkozott Lúcia nővér Tarcisio Bertone bíborossal, a Szentatya megbízottjával, aki közvetlenül a pápának tartozott beszámolni az elhangzottakról, és Serafim de Sousa Ferreira e Silva leiria-fatimai püspökkel. A leiria-fatimai püspök fölolvasta a Szentatya levelét, amit Lúcia nővér még egyszer elolvasott és a pápa kérését készségesen fogadta. A bíboros megmutatta az őrzött levelet (aminek borítékára Lúcia nővér ráírta, hogy csak 1960 után bonthatják föl) és megkérdezte: "Miért éppen 1960? A Madonna határozta meg ezt a dátumot?" Lúcia nővér válasza: "Nem az Úrnő, hanem én határoztam meg 1960-at, mert meglátásom szerint 1960 előtt nem értették volna meg, csak később érthették meg. Most már jobban meg lehet érteni. Én leírtam, amit láttam, a magyarázat nem rám tartozik, hanem a Pápára." A beszélgetés során a bíboros meggyőződött a harmadik titkot tartalmazó levél tartalmának hitelességéről. A beszélgetés végén rózsafüzércsere történt: Lúcia nővér a Szentatyától kapott ajándékba egy rózsafüzért, ő maga pedig sajátkezűleg készített rózsafüzéreket adott át. A Szentatya nevében adott áldással zárult az összejövetel.[8]
- 2000. május 13-án II. János Pál pápa boldoggá avatta Franciscót és Jácintát.[9] A sekrestyében megáldotta a 93 éves Lúciát. Angelo Sodano bíboros államtitkár az ünnepi mise végén bejelentette, hogy a pápa kérésére a Vatikánban hamarosan nyilvánosságra hozza a Hittani Kongregáció a harmadik titokról szóló szöveget, megfelelő kommentárral.[10]
- 2000. június 26-án a Lúcia nővér által leírt látomás szövegét, a század pápáinak ezzel kapcsolatos megnyilatkozásait, továbbá a Hittani Kongregációnak a látomáshoz fűzött magyarázatát tartalmazó tizenhat oldalas dokumentumot Joseph Ratzinger bíboros és Tarcisio Bertone érsek, a kongregáció elöljárói mutatták be az újságíróknak.[11] A harmadik titkot Joseph Ratzinger bíboros magyarázta: "prófétai látomásról" van szó, és nem egy jövendő esemény pontos – "lefényképezhető" – víziójáról. Szimbolikus jelentésű: a XX. században az ateista kommunizmus által üldözött keresztényekről, a pápák által vezetett vég nélküli keresztútról, a pápa szenvedéséről szól. A "fehér ruhás püspök", akit a katonák megölnek, maga II. János Pál, aki megmenekült a gyilkos merénylet után, mert Mária megoltalmazta.[12]
- 2000. október 8-án, a püspökök szentévi jubileuma alkalmával, a fatimai Mária-szobrot Rómába hozták, és a Szent Péter bazilika bejáratánál állították fel. Másfél ezer püspök jelenlétében II. János Pál pápa ekkor felajánlotta a harmadik évezredet az Egyház Anyjának.
- 2001-ben a kételkedőknek, akik szerint a fatimai titok egy részét még mindig homály fedi,[13] Lúcia nővér így válaszolt: "Mindent megírtam, nincs több titok."
- 2005. február 13-án a coimbrai Szent Teréz kolostorban 98 évesen hunyt el Lúcia nővér.
- 2005. április 19-én Joseph Ratzinger bíborost választották pápává, aki a XVI. Benedek nevet vette fel.
- 2010. május 13-án, a papság évében XVI. Benedek pápa Fatimába látogatott. A repülőúton beszélt a harmadik fatimai titok értelméről: a harmadik fatimai titok nem korlátozódik a II. János Pál pápa elleni merényletre, hanem az egész egyház szenvedéseit jelzi előre.[14] Fatimában a pápa felajánlotta a papságot Mária Szeplőtelen Szívének,[15] a Jelenési kápolnában szentmisét mutatott be,[16] és egy arannyal bevont rózsát ajándékozott a fatimai szentélynek. A leiria-fatimai püspök, António Marto a pápának ajándékozta a szentély által készített első hivatalos rózsafüzért, amely aranyból készült.[17]

## Lásd még
Fatimai fohász